# Altella caspia
Altella caspia là một loài nhện trong họ Dictynidae.
Loài này thuộc chi Altella. Altella caspia được A. V. Ponomarev miêu tả năm 2008.